# Chad Wiseman
Chad Wiseman (* 25. März 1981 in Burlington, Ontario) ist ein ehemaliger kanadischer Eishockeyspieler sowie derzeitiger -trainer und -funktionär, der im Verlauf seiner aktiven Karriere zwischen 1998 und 2015 unter anderem über 650 Spiele in der American Hockey League (AHL) auf der Position des linken Flügelstürmers bestritten hat. Darüber hinaus absolvierte Wiseman zehn Spiele für die San Jose Sharks und New York Rangers in der National Hockey League (NHL) und verbrachte eine Spielzeit bei den Grizzly Adams Wolfsburg in der Deutschen Eishockey Liga (DEL).

## Karriere

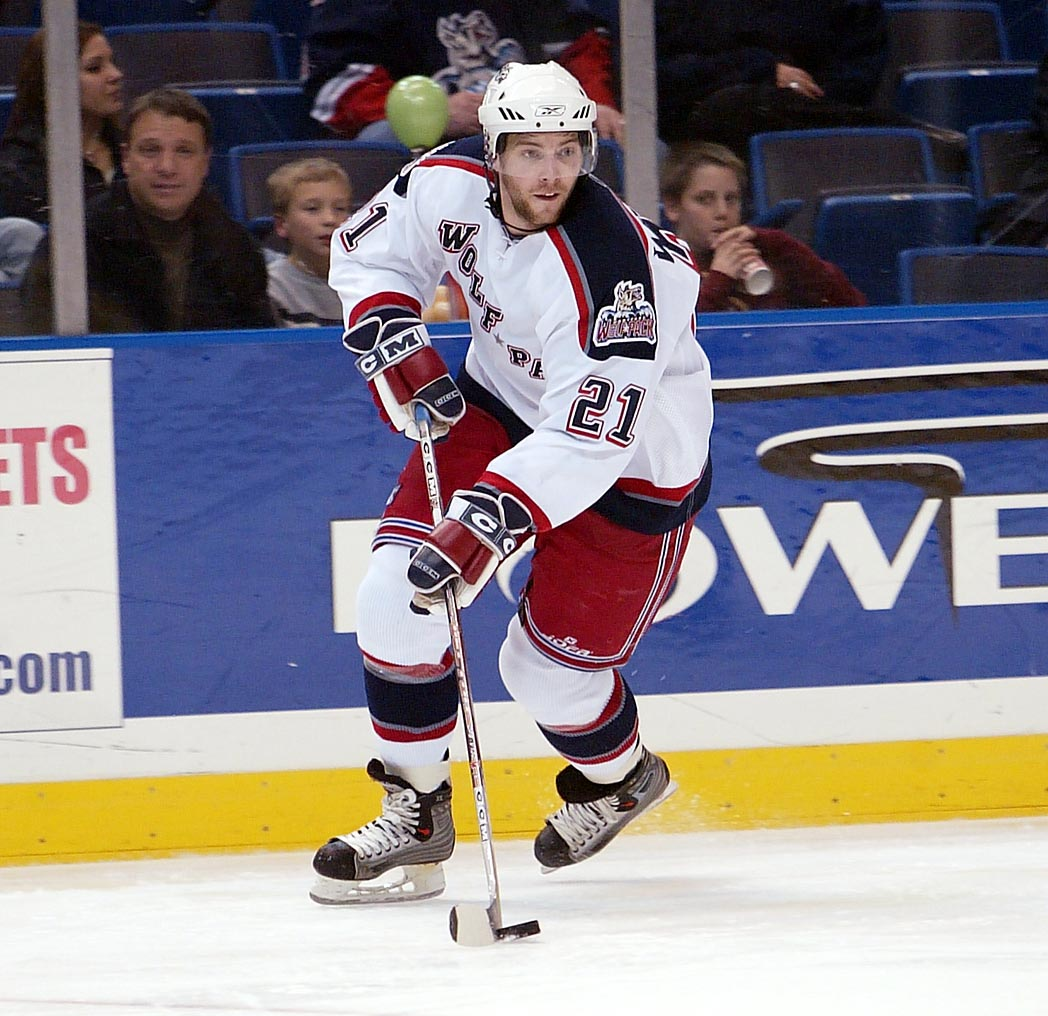
Wiseman im Trikot des Hartford Wolf Pack (2005)

Wiseman spielte zunächst drei Jahre von 1998 bis 2000 bei den Mississauga IceDogs in der Ontario Hockey League (OHL). Währenddessen war er bereits im NHL Entry Draft 2000 von den San Jose Sharks aus der National Hockey League (NHL) in der achten Runde an 246. Position ausgewählt worden, wechselte jedoch im Rahmen des OHL Priority Draft 2000 noch einmal innerhalb der OHL zu den Plymouth Whalers.
Zur Saison 2001/02 verpflichteten die Sharks den Flügelstürmer und setzten ihn zunächst bei den Cleveland Barons in der American Hockey League (AHL) ein. Dort verbrachte er zwei Spielzeiten und kam dabei auch zu vier Einsätzen in der NHL während der Saison 2002/03. Vor Beginn der Spielzeit 2003/04 transferierten ihn die Sharks im Austausch für den Schweden Nils Ekman zu den New York Rangers. Für die Organisation der Rangers spielte der Kanadier bis zum Ende der Saison 2005/06 und bestritt dabei lediglich fünf NHL-Spiele. Hauptsächlich lief er in der AHL für das Hartford Wolf Pack auf. Im Sommer 2006 unterzeichnete er als Free Agent einen Vertrag bei den Washington Capitals, mit deren Farmteam, den Hershey Bears, er die Calder-Cup-Finalserie der AHL-Playoffs erreichte, aber an den Hamilton Bulldogs scheiterte.
Zur Saison 2007/08 wechselte Wiseman nach Europa in die Deutsche Eishockey Liga (DEL) zu den Grizzly Adams Wolfsburg, bei denen er einen Einjahresvertrag erhielt. Aufgrund von Verletzungen konnte er nur in 28 Partien auflaufen, erzielte dabei aber 23 Scorerpunkte. Nach Saisonende kehrte er wieder nach Nordamerika zurück, wo er einen Vertrag bei den New Jersey Devils unterschrieb und für deren Farmteam, die Lowell Devils, in der AHL spielte. Im Laufe der folgenden Spielzeit wurde er von den Springfield Falcons verpflichtet, ehe er im Sommer 2010 wieder in die Organisation der Devils zurückkehrte. Dort war er die folgenden drei Jahre für deren neues Farmteam, die Albany Devils, aktiv.
Zur Saison 2013/14 wechselte der Kanadier erneut ins Ausland und verbrachte zunächst eine Saison beim schwedischen Drittligisten Östersunds IK. Seine letzte Profisaison verbrachte er beim japanischen Klub Nippon Paper Cranes in der Asia League Ice Hockey (ALIH), ehe er im Alter von 34 Jahren seine aktive Karriere beendete. Wiseman wechselte daraufhin hinter die Bande und wurde Cheftrainer sowie General Manager der New York bzw. Metropolitan Riveters aus der Premier Hockey Federation. Dort arbeitete er bis zum Sommer 2018, ehe er als Assistenztrainer bei den Guelph Storm aus der OHL anheuerte. Vier Jahre später wurde Wiseman zum Cheftrainer befördert. Im Sommer 2024 verließ er den Posten, um wieder als Assistenztrainer zu arbeiten – diesmal für die Springfield Thunderbirds in der AHL.

## Erfolge und Auszeichnungen
- 2004 Teilnahme am AHL All-Star Classic
- 2018 Isobel-Cup-Gewinn mit den Metropolitan Riveters (als Cheftrainer)

## Karrierestatistik
(Legende zur Spielerstatistik: Sp oder GP = absolvierte Spiele; T oder G = erzielte Tore; V oder A = erzielte Assists; Pkt oder Pts = erzielte Scorerpunkte; SM oder PIM = erhaltene Strafminuten; +/− = Plus/Minus-Bilanz; PP = erzielte Überzahltore; SH = erzielte Unterzahltore; GW = erzielte Siegtore; 1 Play-downs/Relegation; Kursiv: Statistik nicht vollständig)